# Замаллу
«Замаллу» (інша назва: «Шагалінський міст») — радянський художній фільм 1928 року режисера Івана Перестіані, знятий на студії «Вірменкіно».

## Сюжет
Напередодні радянізації Вірменії більшовики-партизани б'ються за міст через ущелину Замаллу.

## У ролях
- Валентин Вартанян — Арташес
- Ольга Майсурян — селянка
- Аркадій Арутюнян — селянин
- Христофор Абрамян — робітник
- Михайло Гарагаш — робітник
- Самвел Мкртчян — офіцер
- Ніколоз Мамулашвілі — князь
- Кохта Каралашвілі — шарманник Сандро
- Олена Кафієва — Нініко
- Л. Саркісян — епізод
- Олександр Любош — епізод

## Знімальна група
- Режисер і сценарист — Іван Перестіані
- Художники-постановник — Михайло Арутчян
- Помічник режисера — Є. Герарді
- Оператори — Гаруш Гарош, Олександр Станке
- Головний адміністратор — Х. Абрамян